# Direct3D 12
Direct3D 12 — 12-я версия компонента программного интерфейса приложения (API) DirectX, обеспечивающего функции для взаимодействия операционной системы и приложений с драйверами видеокарты, преемник  Direct3D 11. 
Функции данного программного интерфейса привязаны к операционной системе линейки Windows и доступны в Windows 10. 
Direct3D 12 вышел в 2015 году.

## Возможности и нововведения
- Увеличение производительности.
- Возможность создания более сложных эффектов и сцен;
- Более эффективное использование мощностей многоядерных процессоров;
- Новые режимы наложения и консервативная растеризация, которая должна улучшить процесс отсечения объектов и определения столкновений;
- Консервативная растеризация;
- Улучшение от объектов состояния конвейера и таблиц дескрипторов;
- Трассировка лучей в реальном времени;
- Снижение уровня абстрагирования оборудования;
- Поддержка новых графических ускорителей;
- Возможность объединения в единую графическую подсистему графических карт разных производителей.

## История развития
Корпорация Microsoft в марте 2014 года на конференции GDC анонсировала низкоуровневый API нового поколения — Direct3D 12, нацеленный на конкуренцию с Mantle и OpenGL. Direct3D 12 стал доступен после выхода 29 июля 2015 года Windows 10.
В 2018 году на конференции GDC Microsoft представила обновление для Direct3D 12 — Microsoft DXR, которое позволяет API выполнять трассировку лучей в реальном времени.

## Уровни поддержки
- Feature Level 11_0
- Feature Level 11_1
- Feature Level 12_0
- Feature Level 12_1
- Feature Level 12_2

## Поддерживаемые платформы
- Смартфон
- Планшетный компьютер
- ПК
- Xbox One
- Xbox Series X/S

## Поддерживаемые графические процессоры
- Intel: процессоры Intel Haswell (ядро 4-го поколения), Broadwell (ядро 5-го поколения), Skylake (ядро 6-го поколения), Kaby Lake (ядро 7-го поколения), Coffee Lake (ядро 8-го поколения), Cannon Lake (ядро 9-го поколения)
- Qualcomm

### Nvidia GeForce
GeForce 10 Series
- GeForce 400 Series[1]
- GeForce 500 Series
- GeForce 600 Series
- GeForce 700 Series[2]
- GeForce 800 Series[3]
- GeForce 900 Series
- GeForce 16 Series
- GeForce 1000 Series[4]
- GeForce 2000 Series[5] (уровень поддержки Direct3D 12_1)
- GeForce 3000 Series (уровень поддержки Direct3D 12_2)

### AMD Radeon
- Radeon HD 7000 серии (начиная с HD 7730)[6]
- Radeon HD 7000M серии для ноутбуков (начиная от HD 7730M)[7]
- Radeon HD 8000 серии OEM (начиная с HD 8570)[8]
- Radeon™ HD 8000M серии для ноутбуков
- Radeon R5 M240 серии для ноутбуков
- Radeon R7 M200 серии для ноутбуков
- Radeon R7 240[9]
- Radeon R7 250 (X)[10]
- Radeon R7 260 (X)[11]
- Radeon R7 265 (X)[12]
- Radeon R9 270 (X)[13]
- Radeon R9 280 (X)[14]
- Radeon R9 285
- Radeon R9 290 (X)[15]
- Radeon R9 295X2[16]
- Radeon R7 350
- Radeon R7 360[17]
- Radeon R7 370[18]
- Radeon R9 300 серии[19]
- Radeon R9 Fury[20]
- Radeon R9 Fury X[21]
- Radeon R9 NANO[22]
- Radeon RX 460[23]
- Radeon RX 470 (D)[24]
- Radeon RX 480[25]
- Radeon RX 550[26]
- Radeon RX 560 (D)[27]
- Radeon RX 570[28]
- Radeon RX 580
- Radeon RX 590[29]
- Radeon Vega Frontier Edition
- Radeon RX Vega 56[30]
- Radeon RX Vega 64[31]
- Гибридные процессоры AMD Ryzen 2000G серии
- Гибридные процессоры AMD Ryzen PRO 2000G серии
- Гибридные мобильные процессоры AMD Ryzen Mobile 2000-й серии
- Гибридные мобильные процессоры AMD Ryzen Mobile PRO 2000-й серии
- Гибридные мобильные процессоры AMD Ryzen Mobile 1000-й серии
- Гибридные мобильные процессоры AMD Ryzen Mobile PRO 1000-й серии
- Гибридные процессоры AMD A4/A6/A8/A10-7000-й серии (под кодовыми названиями Kaveri и Godavari)
- Гибридные процессоры AMD A6/A8/A10 PRO-7000-й серии (под кодовыми названиями Kaveri и Godavari)
- Гибридные процессоры AMD E1/A4/A10 Micro-6000-й серии (под кодовым названием Mullins)
- Гибридные процессоры AMD E1/E2/A4/A6/A8-6000-й серии (под кодовым названием Beema)

## Архитектуры графических процессоров с поддержкой DirectX 12 API
- NVIDIA Fermi
- NVIDIA Kepler
- NVIDIA Maxwell 1-го поколения
- NVIDIA Maxwell 2-го поколения
- NVIDIA Pascal
- NVIDIA Volta
- NVIDIA Turing
- NVIDIA Ampere
- NVIDIA Ada Lovelace
- AMD GCN 1.0
- AMD GCN 2.0
- AMD GCN 3.0
- AMD GCN 4.0
- AMD GCN 5.0
- RDNA 1
- RDNA 2
- RDNA 3

## Архитектуры графических процессоров с поддержкой DirectX 12_1
- NVIDIA Maxwell 2-го поколения
- NVIDIA Pascal
- NVIDIA Volta
- NVIDIA Turing
- NVIDIA Ada Lovelace
- AMD GCN 2.0
- AMD GCN 3.0
- AMD GCN 4.0
- AMD GCN 5.0
- RDNA 1
- RDNA 2
- RDNA 3

## Архитектуры графических процессоров с поддержкой DirectX 12_2
- NVIDIA Ampere
- NVIDIA Turing
- NVIDIA Ada Lovelace
- RDNA 2[англ.]
- RDNA 3